# مركز مانهاتن

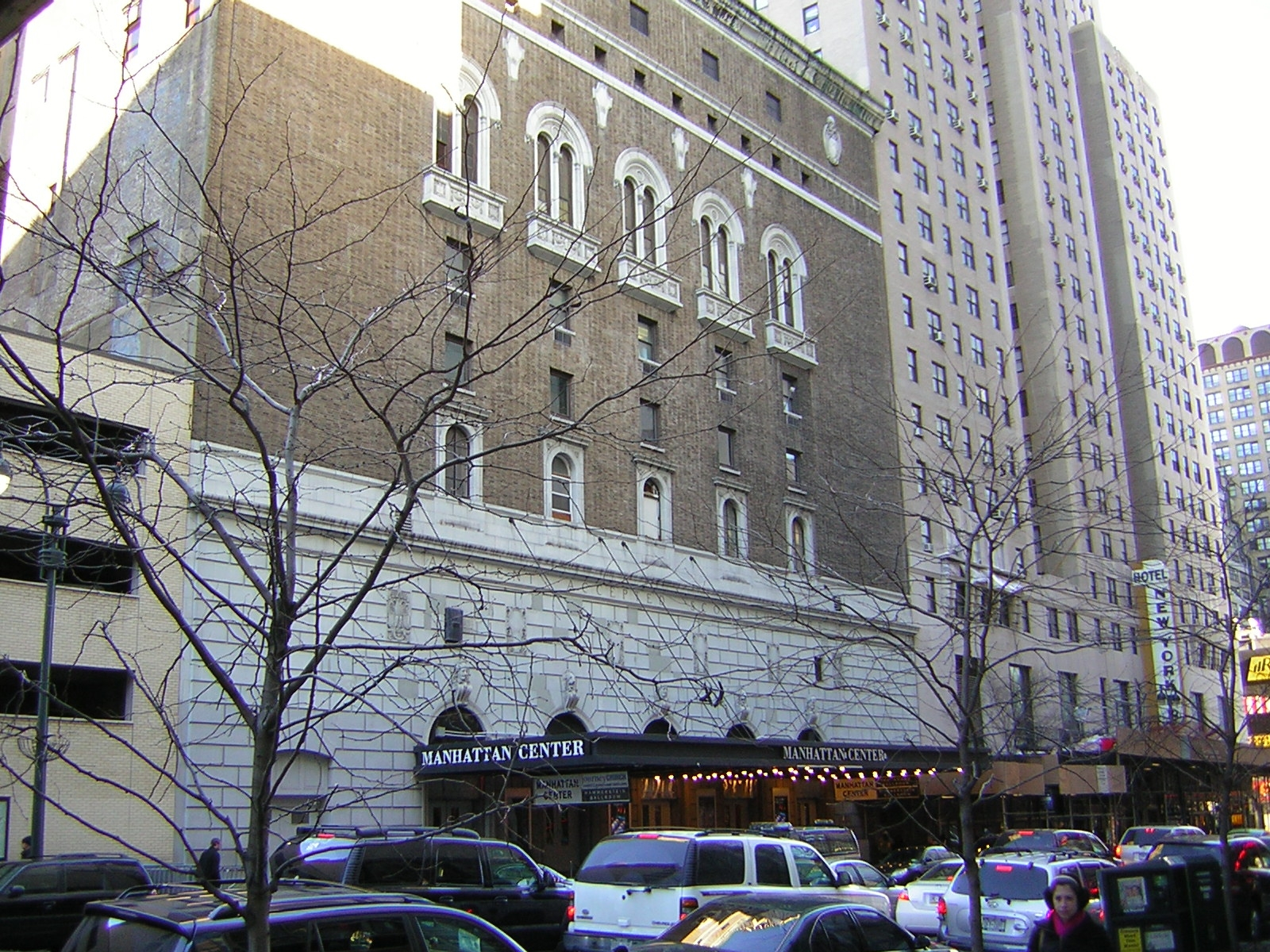
مركز مانهاتن بعد الظهر في فصل الشتاء

مبنى مركز مانهاتن، بني في عام 1906 ويقع في 311 غرب شارع 34 في مانهاتن، ويضم مركز مانهاتن استوديوهات (المركز الأصلي لاستوديوهات التسجيل)، بالإضافة إلى قاعة هامرشتاين الكبرى للرقص، ويعد المبنى واحد من أكثر الأماكن شهرة في مدينة نيويورك. في عام 1976، تم شراء المبنى من قبل مالكها الحالي، بمبلغ 3000000 دولار أمريكي.